# نادي زعلان
نادي زعلان رمبيك الرياضي ، فريق كرة قدم من جنوب السودان من رمبيك. شارك في دوري جنوب السودان الممتاز  ، حيث احتلوا المركز الثاني في المجموعة الثانية موسم 2017. وخسر نادي زعلان أمام يانج أفريكانز التنزاني في تمهيدي دوري أبطال إفريقيا (4-0) يوم 10 سبتمبر 2022.

## عن النادي
في عام 2017 ، خسر نادي زعلان كأس الأمم المتحدة للسلام 4-2 أمام نادي غونزاغا .
في عام 2018 ، فاز نادي زعلان بلقب الدوري الممتاز لجنوب السودان بعد فوزه على فريق جولد ستار 4-0.

## المشاركات الأفريقية
نادي زعلان إف سي رومبيك شارك لأول مرة ، في الدور التمهيدي، لدوري أبطال إفريقيا موسم 2022.
وأوقعت القرعة نادي زعلان ضد فريق الشباب التنزاني وخسر المباراة الذهاب في تنزانيا بأربعة أهداف دون مقابل ، وخسر أيضا مبارارة الإياب بخمسة أهداف دون مقابل، وبهذه النتيجة خرج من دوري أبطال إفريقيا موسم 2022-2023
- دوري أبطال أفريقيا

2022: الدور التمهيدي

## البطولات المحلية
- بطولة جنوب السودان

البطل (1): 2018
وصيف (2): 2017

## المدربين
| السنة          | المدرب            |
| -------------- | ----------------- |
| 2022 –الي الان | بابينج كويث ألياب |